# The Exorcists – Die Hölle öffnet ihre Pforten
The Exorcists – Die Hölle öffnet ihre Pforten (Originaltitel The Exorcists) ist ein US-amerikanischer Horrorfilm aus dem Jahr 2023 von Jose Prendes, der auch das Drehbuch verfasste.

## Handlung
Seit langer Zeit pflegt Pater Patrick Ryland auf dem Friedhof die Tradition, einem vor langer Zeit verstorbenen Jungen die Sportergebnisse vorzulesen. Eines Tages erhält er währenddessen die Nachricht von Pater Raul Cortez, dass sein alter Freund und damaliger Mentor Pater John Murphy verstorben ist. Einer seiner letzten Wünsche war es, dass Ryland beim jungen Mädchen Huxley Hendrix einen Exorzismus durchführen soll. Es heißt, sie wäre von einem sehr mächtigen Dämon besessen.
Das Problem ist, dass Ryland schon seit Ewigkeiten keinen Exorzismus durchgeführt hat, da bei seinem letzten Versuch, einen Dämon aus dem Körper eines Kindes zu vertreiben, eben dieses dabei verstarb. Schließlich kommt er Pater Murphys Wunsch nach und beschließt tatsächlich, einen Exorzismus durchzuführen. Er weiß allerdings nicht, dass die Nonne Caroline die renommierte Psychiaterin Dr. Beckett beauftragt hat, ebenfalls dem jungen Mädchen zu helfen.
Nach anfänglichen Differenzen beschließen sie, dem Mädchen gemeinsam zu helfen. Reverend Melody Bates stößt nach Bitten des Vaters Whit Hendrix ebenfalls dazu und bietet ihre Hilfe an. Zu dritt beginnen sie nun mit der Durchführung des Exorzismus, der mehrere Tage dauern könnte. Schnell bemerken sie die Macht des Dämons und begreifen, dass auch sie bei dem Ritual sterben könnten.

## Hintergrund

### Produktion
Es handelt sich um einen Mockbuster zum Horrorfilm The Exorcism mit Russell Crowe in der Hauptrolle aus demselben Jahr. Die Dreharbeiten fanden vom 21. September 2023 bis zum 29. September 2023 statt. Drehort war Pasadena im US-Bundesstaat Kalifornien.
Michelle Bauer leiht dem Dämon ihre Stimme.

### Veröffentlichung
In den USA erschien der Film am 29. September 2023. In Deutschland startete der Film am 25. Oktober 2024 im Videoverleih.

## Rezeption
Oliver Kube erwähnt in seinem Bericht für Filmstarts, dass „der Cast fast ausschließlich aus No-Names“ bestehe, mit Ausnahme von Doug Bradley.
Jim Morazzini schreibt in seiner Filmreview für Voices from the Balcony, dass aufgrund der „schlechten Dialogen und banalen Besitztropen“ viel Qualität verloren ginge, und ist der Meinung, dass „etwas mehr Aufwand und etwas, das einem Budget ähnelt“ geholfen hätte, aus dem Film einen angenehmen „Zeitkiller“ zu machen. Final vergibt er an den Film einen von fünf möglichen Sternen.
In Surgeons of Horror wird bemängelt, dass der Film vor sich hin laufe, „ohne einen echten Fokus zu haben“. Das Schauspiel von Bradley wird als „großartig“ beschrieben, allerdings werden dessen Kollegen und das Drehbuch kritisiert.
Im Popcornmeter, der Zuschauerwertung auf Rotten Tomatoes, hat der Film bei weniger als 50 Abstimmungen eine Wertung von 14 %. In der Internet Movie Database hat der Film bei über 700 Abstimmungen eine Wertung von 3,2 von 10,0 möglichen Sternen (Stand: April 2025).